# 민주주의 유지 작전

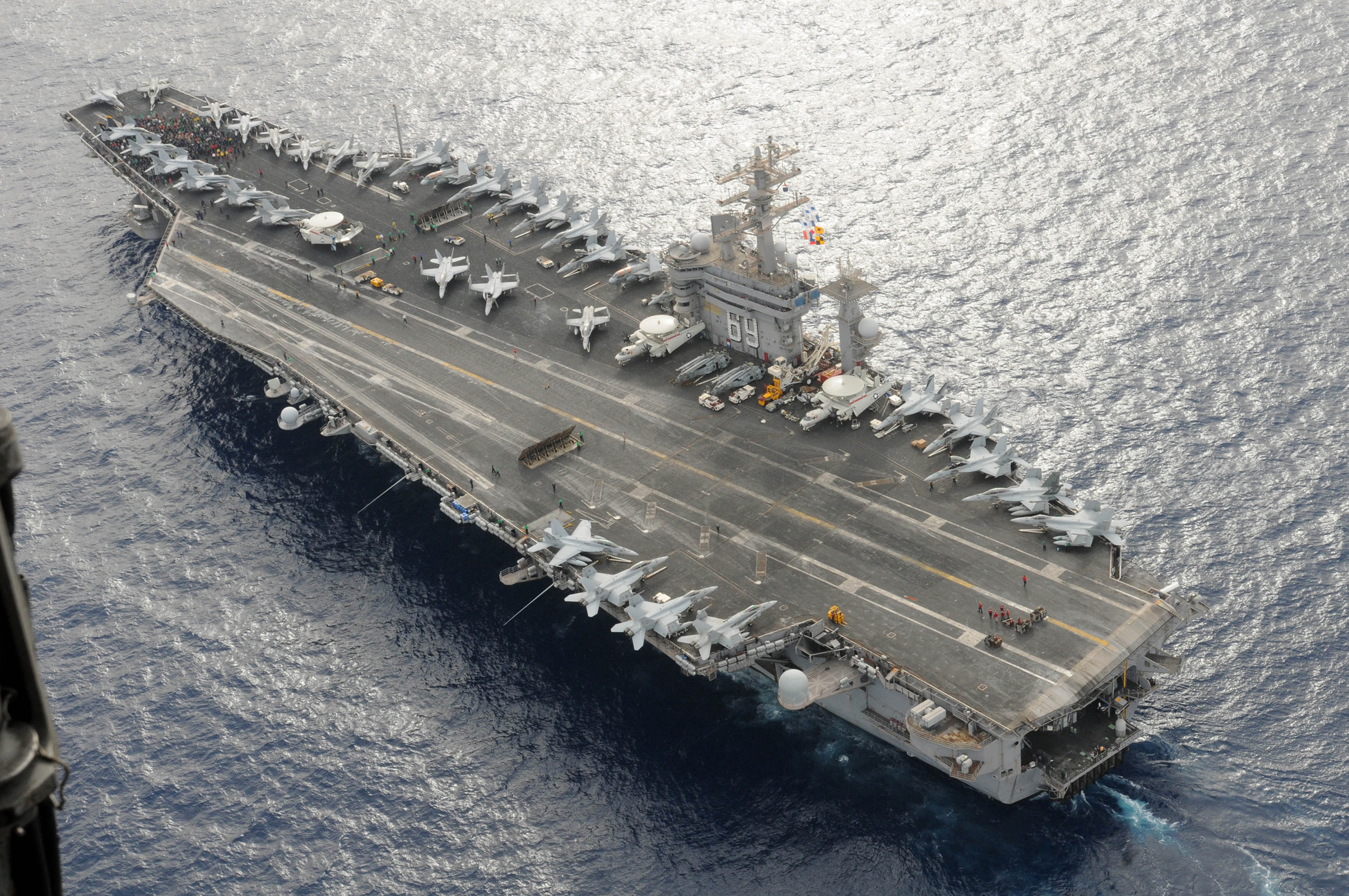
USS 드와이트 D. 아이젠하워 (CVN-69) 항공모함

민주주의 유지 작전은 1994년 실시한 미군의 작전이다. 1991년 아이티 쿠데타로 집권한 라울 세드라스 대통령을 파나마로 망명 보내고, 쿠데타로 쫓겨난 장베르트랑 아리스티드 전직 대통령을 권좌로 복귀시켰다. 아이티에 미군 2만명을 주둔시켰다.

## 역사
이 작전은 미국과 동맹국들이 아이티 섬으로 강제 진입할 것을 경고하면서 시작되었다. 미국 해군, 미국 해안경비대, 미국 공군미국 공군은 푸에르토리코와 플로리다 남부로 진격하여 합동 특수작전사령부(합동 특수작전사령부)의 지원을 받았다.제7수송여단(미국)과 제10산악사단(미국)이 있다. 이러한 요소들 중 일부는 헌터 육군 비행장과 관타나모 만 해군 기지 밖으로 배치되었다. 제10산악사단 제1여단은 아이티에 {{}기를 타고 배치되었다.미국CV-66|6},{{드와이트 D. 아이젠하워|CVN-69|6}.
미국 대표단의 끈질긴 외교적 노력과 필요하다면 무력을 사용할 것이라는 암시에 불구하고, 협상은 민주적 선거의 정당성을 인정하는 것을 거부하면서 내내 사실상 교착 상태에 빠졌다. 독재자를 폭력 없이 퇴진시키기 위한 마지막 노력으로 대표단은 세드라스 장군에게 제82공수사단의 항공기에 병력이 탑재되어 있는 비디오 영상을 보여주었고, 제1보병사단의 DRF-1(대대가 먼저 배치하도록 지정된 1사단 준비부대)은 낙하산을 위한 장비와 차량을 미리 탑재했다. 제325공수보병연대 레드 팔콘스는 이미 셔먼 요새에 배치되었다. 셔먼, 파나마. 이에 따라 제2대대, 제325공수사단 "화이트 팔콘"은 제1여단, 제82공수사단 준비여단(DRB-1)에 소속되었다. 세드라스가 공황상태에 빠진 광경을 처리하도록 허용하는 동안, 그는 실제로 2시간 전에 포착된 비디오를 보고 있었다고 들었다. 따라서 3,900명의 낙하산 부대는 이미 노스캐롤라이나주의 포트 브래그에서 발사되어 현재 대서양 너머에 있었다.
1. ↑  “보관된 사본”. 2018년 11월 6일에 원본 문서에서 보존된 문서. 2022년 7월 31일에 확인함.
2. ↑  “보관된 사본”. 미군, 포트 드럼. 2010. 2018년 7월 2일에 원본 문서에서 보존된 문서. 2022년 7월 31일에 확인함. {{이 작전은 제2항공모함 타격집단군 사령관이 제공한 합동임무부대 120(JTF-120)인 휴 셸턴 중장이 지휘했다.<ref name=Global SecurityComCarGru2>{cite web|title=Facebook 그룹2 |url=http://www.globalsecurity.org/military/agency/navy/cargru2.htm |work=Military |date=2005년 4월 26일 |access-date=2010년 11월 13일}/ref>

정력적인 노력
1994년 9월 16일, 82공수사단의 주동자들이 이미 공중에 떠 있는 가운데, 전 대통령 지미 카터, 미국 상원의원 샘 넌, 은퇴한 합참의장 콜린 파월이 아이티 지도자들을 설득하고 모든 이들을 설득했다.선출직 공무원의 복귀를 요구하다 권력을 쥐고 있던 주요 지도자는 장군 라울 세드라스였다.요제프 라울 세드라스(Joseph Raul Cédras)는 대표단의 주요 초점이었다. 세드라스가 서반구 안보 협력 연구소의 학생이었을 때부터 파월 장군과 세드라스의 개인적 관계였다.젊은 장교로서 미국 대표단이 독재자를 접견하고 약 2주 동안 협상을 진행하는데 중요한 역할을 했다.<ref>{Cite web|web=아이티로의 임무: 협상가로서의 역할에도 불구하고, 카터는 인정받지 못했다고 느낍니다. url=https://www.nytimes.com/1994/09/21/world/mission-haiti-diplomat-despite-role-negotiator-carter-feels-unappreciated.html%7Clast=Deard%7Cfirst=Maureen%7Cdate=1994년 9월 21일|date=뉴욕타임스}}
3. ↑  {property web|url=https://www.globalsecurity.org/military/agency/army/2-325air.htm%7C180=2대대%5B깨진+링크(과거+내용+찾기)%5D, 제325공수보병연대|1차=존|마지막=Pike|website=www.globalsecurity.org|url-status=dead|access-date=2018년 2월 12일|http-url=https://web.archive.org/web/20171016175325/https://www.globalsecurity.org/military/agency/army/2-325air.htm%7C1894-date%3D2017%EB%85%84 10월 16일}
4. ↑  {{웹 인용| https://wwwglobalsecurity.org/military/ops/uphold_democracy.htm%5B깨진+링크(과거+내용+찾기)%5D | title=ร20ั100ท300}